# AlterHéros
AlterHéros est une association à but non lucratif bilingue (français / anglais) basée à Montréal, Québec dont la mission est de favoriser l'épanouissement des individus par rapport à leur orientation sexuelle, leur identité de genre, leur expression de genre et leur sexualité. Ses services s'adressent principalement aux jeunes de 14 à 30 ans.
Sa mission se découpe actuellement en deux volets : Pose ta question, un service de questions-réponses offert par des pairs LGBTQ+ dont certains sont étudiants ou professionnels (travailleurs sociaux, médecins, sexologues, psychologues, etc) et Neuro/Diversités, un projet permettant aux personnes de 14 à 30 ans neurodiverses et LGBTQ+ de briser l'isolement grâce à des espaces de discussions et de création de projets au sujet de l'éducation à la sexualité, les espaces sécuritaires et l'intersection de la diversité sexuelle et la pluralité des genres et la neurodiversité.
Le projet Neuro/Diversités est dirigé par des personnes neurodivergentes, pour les personnes neurodivergentes. Le projet vise à fonctionner de manière collaborative et accessible afin que chaque personne qui souhaite participer puisse le faire.

## Historique
Fondé en 2002 par Marc-Olivier Ouellet dans le cadre d'un projet scolaire, le portail a accueilli son millionième visiteur en mars 2006 et accueillait en 2010 en moyenne plus de 150 000 visiteurs par mois. La plupart des visiteurs proviennent du Canada, de la France, des États-Unis et des principaux pays francophones et anglophones.
En 2010, l'organisme opère une transformation majeure. D'un seul portail, AlterHéros divisera ses services en quatre sites distincts: AlterHéros.org, AlterCité, Parles-en aux experts et AlterHéros.com qui se veut un réseau social qui relie également les autres sites ensemble. Afin de soutenir publiquement AlterHéros dans cette transformation, la spécialiste des médias sociaux, Michelle Blanc, ainsi que les chercheurs Bill Ryan et Line Chamberland en deviennent les porte-paroles.
L'organisme a célébré son 10e anniversaire le 23 juin 2013, au Petit Medley, à Montréal, lors du soirée spéciale à cet effet. Lors de la rentrée parlementaire à l'Assemblée nationale du Québec, en septembre 2013, le député de Sainte-Marie-Saint-Jacques, Daniel Breton a déposé une mention spéciale pour souligner ce 10e anniversaire et le travail des nombreux bénévoles qui ont assuré la survie et les services offerts par l'organisme depuis 10 ans.
En 2014, alors que l'organisme opérait de manière bénévole depuis ses débuts, un premier poste rémunéré à temps partiel est créé grâce à un financement du Bureau de lutte contre l'homophobie du gouvernement du Québec. Un second poste à temps partiel est créé en 2015.
Depuis novembre 2016, les bureaux d'AlterHéros sont situés à l'Astérisk, milieu de vie pour les jeunes LGBTQ de 14 à 25 ans.
En 2017, le volet Neuro/Diversités prend son envol, subventionné par Justice Québec à la suite d'un appel à projets. AlterHéros est également hôte de l'Espace sécuritaire jeunesse dans le cadre de Fierté Montréal. Il s'agit d'ailleurs d'une première pour le festival et l'activité sera reconduite en 2018, puis en 2019.
C'est également durant le festival Fierté Montréal 2017 que l'organisme fête ses 15 ans dans les locaux la librairie féministe l'Euguélionne.
La même année, le site web d'AlterHéros est modifié et épuré. Dans les anciennes version du portail web, on trouvait une couverture de l'actualité LGBT, une zone interactive où les jeunes de moins de 30 ans peuvent interagir entre eux, un bottin de ressources LGBT, etc. Samuel Alexis Communications signe cette nouvelle mouture du site web, l'organisme se défait des 4 portails créés en 2010 pour se concentrer sur l'intervention psychosociale (Pose ta question!) et les initiatives liées à l'intersection entre la neurodiversité et la diversité sexuelle et de genre (Neuro/Diversités), entre autres.
En 2020, la demande d'aide des jeunes pour les services offerts augmente de 200 % en raison de la pandémie.

## Actions communautaires politiques et sociales
AlterHéros est impliqué dans la communauté LGBTQ+ québécoise depuis sa fondation en 2002. Cette implication communautaire, politique et sociale est d'ailleurs un volet important de sa mission.
C'est d'abord au sein des regroupements jeunesse qu'AlterHéros s'est impliqué. L'organisme est l'un des membres fondateurs de la Coalition jeunesse Montréalaise de lutte contre l'homophobie (CJMLH - maintenant Coalition des groupes jeunesse LGBTQ+) et du défunt Regroupement d'entraide à la jeunesse allosexuelle du Québec (REJAQ).
AlterHéros s'est également impliqué dans les travaux du Groupe de travail mixte de lutte contre l'homophobie qui ont mené à la production du rapport « De l'égalité juridique à l'égalité sociale: vers une stratégie nationale de lutte contre l'homophobie » de la Commission des droits de la personne et des droits de la jeunesse (CDPDJ) publié en mars 2007. L'association a suivi la formation du Collectif de travail LGBT en janvier 2010, où AlterHéros est l'un des membres fondateurs, pour donner suite au rapport de la CDPDJ et à la 1re Politique nationale de lutte contre l'homophobie du gouvernement québécois déposé en décembre 2009 par la ministre de la Justice de l'époque, Kathleen Weil. Par les travaux du Collectif de travail LGBT avec le Gouvernement du Québec, un 1er Plan d'action gouvernemental de lutte contre l'homophobie déposé en mai 2011 par le ministre de la Justice Jean-Marc Fournier,.
À propos des questions trans, AlterHéros est également membre fondateur du Comité trans du Conseil québécois LGBT mis sur pied en juin 2011. Un Plan de revendication trans en a découlé, lequel a été déposé au ministre de la Justice de l'époque, Jean-Marc Fournier, en mai 2012. En a suivi le Projet de loi 35 Loi modifiant le Code civil en matière d’état civil, de successions et de publicité des droits, déposé par le ministre de la Justice Bertrand St-Arnaud où des changements majeurs concernant les personnes trans sont proposés. Julie-Maude Beauchesne d'AlterHéros a témoigné le 23 mai 2013 au nom du Comité trans du CQ-LGBT lors des Consultations particulières et auditions publiques sur le dit projet de loi no 35.
AlterHéros a participé aux consultations du Bureau de lutte contre l'homophobie et la transphobie du ministère de la Justice du Québec pour la création du Plan d'action gouvernemental de lutte contre l'homophobie 2011-2016 et du Plan d'action gouvernemental de lutte contre l'homophobie et la transphobie 2017-2022: Pour un Québec riche de sa diversité.

## Prix

### Organisationnels
Prix remportés par AlterHéros à titre d'organisme
- 2004 : Force Avenir - Lauréat du prix Société, communication et éducation[21]
- 2007 : Gala des Allostars - Mention d'honneur du jury[22]
- 2010 : Gala Arc-en-Ciel - Lauréat du prix Groupe par excellence[23]

### Individuels
Prix remportés par des bénévoles d'AlterHéros pour leur implication au sein de leur organisme
- 2007 :  Gala des Allostars - François Paquette - Lauréat du prix Bénévole par excellence[22]
- 2010 :  Gala Arc-en-Ciel - Julie-Maude Beauchesne - Lauréate du Prix Bénévole par excellence[23]
- 2013 :  Médaille de l'Assemblée nationale du Québec - Donnée par le député Daniel Breton au fondateur de l'organisme, Marc-Olivier Ouellet[24]
- 2013 :  Médaille de l'Assemblée nationale du Québec - Donnée par le député Daniel Breton lors de la 10e édition du Gala Arc-en-Ciel à Julie-Maude Beauchesne[24]
- 2015 :  Gala Arc-en-Ciel - Julie-Maude Beauchesne - Lauréate du Prix Honoris

## Présidence
Les mandats à la présidence depuis la fondation de l'organisme en 2002.
- 2002 à 2006: Marc-Olivier Ouellet
- 2006 à 2007: Tiago Graça
- 2007 à 2010: Julie-Maude Beauchesne
- 2010 à 2011: Marc-Olivier Ouellet
- 2011 à 2012: Julie-Maude Beauchesne
- 2012 à 2014: Véronique Daneau
- 2014 : Benoît Boisvert
- 2014 à 2015 : Julie-Maude Beauchesne
- 2015 à 2018: Philip Simard
- 2018 à 2021 : Andy Ramirez-Côté
- 2021 - : Tess McCrea